# Synolcus dubius
Synolcus dubius är en tvåvingeart som först beskrevs av Macquart 1846.  Synolcus dubius ingår i släktet Synolcus och familjen rovflugor. Inga underarter finns listade i Catalogue of Life.